# Celestí Destorrents
Celestí Destorrents (també Celestí des Torrents). Copista al servei del Reial Monestir de Santa Maria de Poblet i probablement seglar (no monjo). És autor d'una còpia del Llibre dels fets, encarregada per l'abat de Poblet Ponç de Copons, i que l'acabà el 17 de setembre del 1343.